# Glenn Morvan Moulengui
Glenn Morvan Moulengui, né le 1er août 1995 à Libreville, est un coureur cycliste gabonais.

## Biographie
En 2014, Glenn Morvan Moulengui remporte les deux titres juniors aux championnats du Gabon, tout en ayant terminé deuxième de la course en ligne et du contre-la-montre chez les élites. 
En 2015, il devient champion du Gabon du contre-la-montre chez les élites. Il conserve ensuite ce titre en 2016. La même année, il termine quarante-sixième et meilleur coureur gabonais de la Tropicale Amissa Bongo,. Il s'impose également sur une étape du Tour de l'Est International en Côte d'Ivoire.
En janvier 2017, il refuse de prendre le départ de la Tropicale Amissa Bongo, tout comme l'ensemble de la délégation gabonaise, pour protester contre le manque de moyens et le non-paiement des primes. Après ce boycott, il est suspendu à vie par le Ministère des Sports gabonais, tout comme l'ensemble de ses coéquipiers,. Cette exclusion définitive est finalement allégée à deux ans avec sursis au mois de juillet . 

## Palmarès
- 2014
  -  Champion du Gabon sur route juniors
  -  Champion du Gabon du contre-la-montre juniors
  - 2e du championnat du Gabon du contre-la-montre
  - 2e du championnat du Gabon sur route
- 2015
  -  Champion du Gabon du contre-la-montre
- 2016
  -  Champion du Gabon du contre-la-montre
  - 6e étape du Tour de l'Est International
  - 2e du championnat du Gabon sur route

## Classements mondiaux
| Année           | 2014 |
| --------------- | ---- |
| UCI Africa Tour | 59e  |